# رامون رودريغيز سوتو
رامون رودريغيز سوتو (بالإسبانية: Ramón Rodríguez Soto)‏ (5 نوفمبر 1928 - 13 نوفمبر 2006 في كوستاريكا) هو مدرب كرة قدم ولاعب كرة قدم كوستاريكي في مركز الهجوم. شارك مع منتخب كوستاريكا لكرة القدم. أما مع النوادي، فقد لعب مع أتلاتيكو إيرابواتو وC.D. Dragón ‏ وOrión F.C. ‏ ونادي لويس أنخيل فيربو ونادي أكويلا.